# 厨出凤城
厨出凤城是由中国大陆动画工作室画枚动画出品的动画作品，播出时间待定。剧名出自广东地区谚语“食在广州，厨出凤城”。

## 简介
热爱顺德美食的少女安安，为让顺德菜推广至全世界而在“顺德学院”进修烹饪。某天，她遇见在餐馆里工作的彤，两人的故事就此展开。

## 主要人物
安安
热爱顺德菜的少女，在顺德学院学习烹饪，梦想是让顺德菜推广至全世界。
彤
在父母的顺德菜馆工作的少女，希望能将父母的顺德菜味道传承下去。

## 制作人员名单
- 原作: 刘超
- 导演: 歪歪、郁伊园
- 企划制作人: 刘超
- 动画制作: 画枚动画、喵社绘动画
- 上映年度: 待定
- 出品人: 刘超
- 联合出品: 画枚动画[1][2][5]